# Scholle Finkenwerder Art

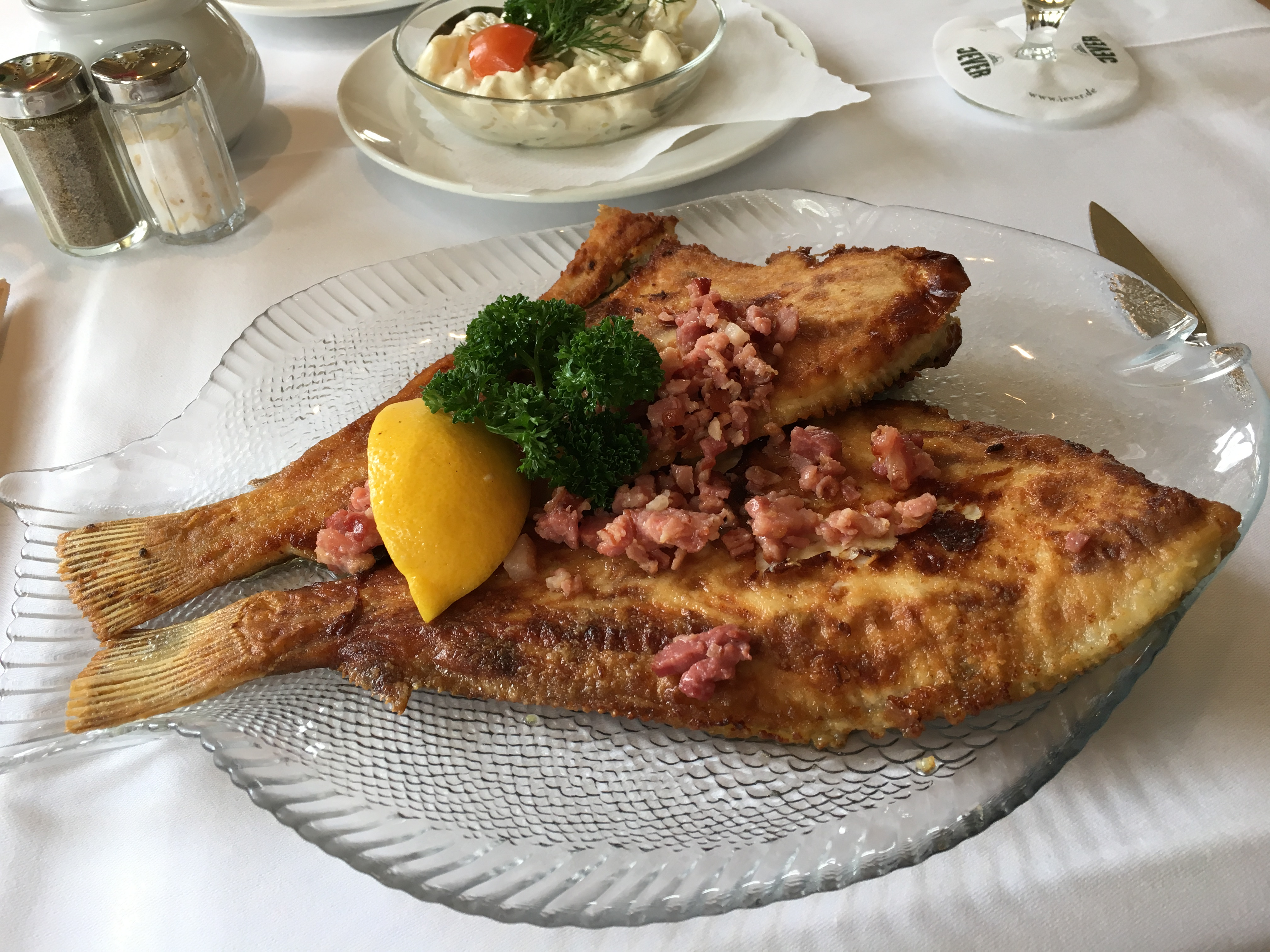
Scholle Finkenwerder Art

Scholle Finkenwerder Art, auch Finkenwerder Scholle oder Finkenwerder Speckscholle oder Finkenwerder Kutterscholle genannt, ist eine traditionelle Zubereitung für Scholle. Namensgebend für das Gericht war der Hamburger Stadtteil Finkenwerder.
Für die klassische Zubereitung wird der Fisch mit einer Stippe aus fettem Speck und Zwiebeln gefüllt. Anschließend wird der Fisch im Ofen gebacken.
Eine bekannte Variante ist die Zubereitung in der Pfanne. Dafür werden die Schollen mit magerem Speck oder Schinkenspeck zusammen gebraten. Anders als bei Scholle Büsumer Art sind Nordseekrabben bei dieser Variante üblicherweise nicht enthalten.